# Екологічні ризики будівництва вітрових електростанцій в Україні
Існуючі нормативно-правові акти та стандарти далеко не повністю враховують різноманіття негативних впливів будівництва ВЕС на довкілля. Це викликано тим, що екологічний слід (footprint) будівництва ВЕС дуже різносторонній і недостатньо вивчений. Це означає, що він далеко не обмежується впливом на міграції птахів та кажанів, як це традиційно відображалось донедавна в ОВНС, а тепер — у звітах ОВД.

## Причини появи негативних екологічних впливів ВЕС
Питання негативного впливу вітроенергетики на природу в Україні розкрите у виданні «Вітрова енергетика та зміни клімату». Найбільші «екологічні» переваги альтернативних способів виробництва енергії проявляються на рівні малої енергетики. Невеликі енергогенратори можуть обслуговувати окремі будинки, підприємства і невеликі адміністративні споруди за принципом самозабезпечення. Такі дрібні об'єкти енергетики несуть мінімальну небезпеку для довкілля та природних екосистем (в першу чергу тому, що розташовані поза природними територіями), сприяють уникненню втрат енергії при транспортуванні і економії на будівництві інфраструктури транспортування енергії.
Однак в Україні розвиток альтернативної енергетики рухається іншим шляхом, — за рахунок будівництва великих комерційних електростанцій, що генерують енергію з використанням «відновних» технологій та розподіляючи загальну потужність на багато генеруючих установок. Інтерес інвесторів у спорудженні таких електростанцій полягає в отриманні прибутку від продажу енергії, покладаючись на механізм «зеленого тарифу», який гарантує підприємцю купівлю державою виробленої ним «зеленої» енергії за відчутно вищими цінами, ніж вартість електроенергії для населення. Так, наприклад Ботієвська ВЕС у Запорізькій області, складається з вітрогенераторів, кожен з яких має потужність 2 МВт. Це дозволяє віднести окремий вітрогенерозрахованих до «зеленої» енергетики, через його малу потужність, але ж електростанція складається з 65 вітрогенераторів! Вплив такого об'єкту на довкілля є значно більшим. Таким чином, українська «відновна» енергетика розвивається не шляхом малої енергетики а шляхом будівництва потужних електростанцій, заснованих на технологіях «відновної енергетики». Основою переважної більшості всіх наслідків впливу на довкілля таких ВЕС є саме аспект вибору ділянки під спорудження ВЕС. Тим часом, «вільних земель» для їх розміщення в Україні просто немає. Територія нашої країни складається, головним чином, з поділених на паї орних земель, населених пунктів, лісів і водойм. Ці землі практично не можуть бути використані для будівництва електростанцій. Залишається близько 3–4 % площі, зайнятих природними степами і луками, що не передані у приватну власність і рідко використовуються в сільському господарстві.
Вітрогенераторів необхідно встановити відразу багато для кожної з нових ВЕС, у яку інвестуються кошти. Такий об'єкт вже не можна встановити на задньому дворі ферми, оскільки він потребує а) великої площі, яка б) буде надана підприємству, що будуватиме і експлуатуватиме ВЕС. За невеликими винятками, надати території такого розміру, при цьому не конфліктуючи з землями пайщиків, можна лише за рахунок земель запасу, які практично в усіх регіонах зайняті останніми природними територіями, які в минулому не вдалось розорати. Отож поля — землі у приватній власності пайщиків, природа — землі запасу областей. В результаті, рухаючись шляхом найменшого спротиву, для проектування більшості ВЕС обирають природні території або лісосмуги.
З точки зору інвесторів і місцевої влади, будівництво електростанцій на степових ділянках або луках — взаємовигідна пропозиція. Інвестор отримує в оренду дешеві не потрібні раніше землі за найнижчою ставкою, але збудована ним ВЕС працюватиме за «зеленим тарифом», вигідним інвестору. Зі іншого боку, органи місцевого самоврядування отримують додаткові доходи до бюджету з тих земель, які досі не приносили району економічної вигоди. Відтак, економічні і соціальні чинники, на жаль, відчутно сприяють розміщенню вітропарків саме на ділянках природних екосистем. Внаслідок цього, ще на етапі вибору ділянок закладається фундамент більшості негативних змін в довкілля, що проявлять себе вже коли розпочнеться спорудження вітрогенераторів: (пошкодження ґрунтового і рослинного покриву, збільшення кількості інвазивних видів на пошкоджених ділянках, ерозійні процеси та ін.). Більшість таких негативних змін мають довготривалий вплив і продовжать свою дію вже у проектний період роботи ВЕС та після нього.

## Особливості Footprint-у ВЕС на природні ландшафти у Степовій зоні
Основними об'єктами вітроелектростанцій є вітроелектричні установки, адміністративно-диспетчерський пункт, центральна трансформаторна підстанція і розподільні пункти на території вітрополя, а також підземні кабельні лінії, повітряні лінії електропередачі і опори.
Будівництво та експлуатація ВЕС спричиняють низку впливів на складові довкілля на етапі будівництва ВЕС та під час її подальшої експлуатації.
1. На стадії будівництва:
- механічне пошкодження рослинного покриву, ґрунту та спричинення ерозійних процесів внаслідок будівництва фундаментів вітротурбіни, трансформаторної підстанції і розподільчих пунктів, опор високовольтних ліній електропередачі, комунікацій тощо, а також при завезенні та тимчасовому складуванні будівельних матеріалів та запчастин ВЕС;
- стимулювання розвитку на пошкоджених ділянках осередків поширення рослин-інтродуцентів (у тому числі карантинних видів);
- випадкове або аварійне забруднення вод і ґрунтів паливно-мастильними матеріалами або трансформаторними мастилами під час будівництва;
- втрати природних територій і сільськогосподарських площ;
- зміна звичного вигляду ландшафту, його естетичних якостей та туристичної привабливості;
- забруднення атмосферного повітря викидами від будівельної техніки;
- унеможливлення в майбутньому археологічних вишукувань на ділянці будівництва ВЕС;
- фрагментація природного ландшафту та руйнування складових елементів екомережі.

2. На стадії експлуатації ВЕС:
- підвищення рівня шуму (внаслідок руху лопатей та генератора);
- електромагнітне випромінювання ВЕУ (внаслідок руху лопатей та генератора);
- блимання тіні та блиск лопатей (внаслідок руху лопатей);
- візуальний вплив (внаслідок встановлення самого вітряка заввишки 119—175 м);
- загибель птахів від башти і ротора ВЕС (внаслідок зіткнення з вітроустановкою);
- комплекс факторів, що призводить до загибелі кажанів;
- вібрація та її вплив на ґрунтову фауну, що опосередковано може впливати також на рослинність та якість ґрунтів (цей аспект сьогодні не вивчався);
- приваблення нічної фауни світлом застережної ілюмінації ВЕС (цей аспект сьогодні не вивчався);
- погіршення якості вод та ґрунтів внаслідок аварійних розливів паливно-мастильних матеріалів та трансформаторних рідин;
- створення осередків поширення адвентивних та карантинних видів рослин;
- затінення природної ділянки та сприяння трансформації рослинності;
- припинення роботи та демонтаж вітроелектростанції після закінчення терміну її експлуатації призведе до порушення земель або екосистем ділянки, аналогічних до механічних порушень, що відбуваються при будівництві ВЕС.

Варто відзначити, що ВЕС можуть мати вплив і на рекреаційний потенціал території, зменшуючи туристичну та рекреаційну привабливість та обмежуючи розвиток туристичної інфраструктури в околицях ВЕС.
Особливо вагомим такий аспект стає в умовах об'єктів природно-заповідного фонду.
Ділянки, зайняті вітрогенеруючими установками, займають порівняно невелику площу, проте завезення великогабаритних запчастин ВЕС, розміщення будівельної техніки та тимчасове складування будівельних матеріалів стають причиною залучення до процесу спорудження ВЕС значно більших площ, ніж самі ділянки ВЕС.
У разі будівництва ВЕС на природній території у значно більших обсягах відбувається пошкодження донедавна непорушеного ландшафту, ніж у випадку будівництва ВЕС на ділянках між сільгоспугіддями.
Створення мережі закопаних в землю комунікацій формує великі площі пошкоджених природних територій.
При цьому, недосліджені впливи становлять додатковий блок непрямого впливу, що проявиться з часом в зміні екосистем та руйнуванні біорізноманіття. Такий вплив може проявлятись у наступних факторах:
- зміна характеру вітряних потоків знижує ефективність поширення пилку та напрямки його руху (70 % маси степових рослин у типових угрупованнях–вітрозапильні);
- ВЕС впливає на запилювачів, зміна складу яких також впливає на склад флори, хоча і домінують вітрозапильні види (злаки);
- вітряки ставлять по краях балок, або на підвищеннях рельєфу (як у випадку із Судакською ВЕС). Саме тут є найбільше різноманіття флори і концентрація рідкісних видів. Особливо вразливі до зміни вітрових потоків приморські екосистеми. Врешті відбувається генетична парцеляція степів;
- вібрація і ультразвук впливають на ґрунтову фауну, структуру ґрунту та процеси ерозії, особливо по краях балок, де формується зона активної ерозії.

Одним із важливих аспектів шкоди, яка наноситься будівництвом ВЕС ґрунтовому покриву, є прокладання комунікацій, які закопуються під землю на глибину 1,2–1,5 метри. При цьому для комунікацій не виділяють земельних ділянок, і роботи на них вважаються тимчасовими. Коли прокладання комунікацій відбувається на орних землях, після заривання траншей ділянка набуває вихідного вигляду. Проте, на степових ділянках руйнування структури ґрунту та степової дернини стає причиною ерозійних процесів, утворює осередки поширення інвазійних (в тому числі карантинних) видів рослин, а також стає причиною руйнування візуального образу ландшафту і викликає перешкоди для тварин, які ще потребують вивчення.